# Río Piakupur
El río Pyakupur, también transcrito como Piakupur, (del ruso: Река Пякупур) es un largo río ruso localizado en la Siberia asiática, la fuente izquierda del río Pur que, a su vez, acaba desembocando en el estuario del Taz, en el mar de Kara. Tiene una longitud de 635 km, aunque el sistema Piakupur–Pur llega hasta 1.024 km. Drena una cuenca de 31 400 km² (una extensión mayor que países como Bélgica, Lesoto o Armenia).
Administrativamente, el río Pur discurre por el distrito autónomo de Yamalo-Nénets de la Federación de Rusia.

## Geografía
El río Pyakupur nace en la vertiente norte de las colinas bajas de los montes Uvales siberianos, de la unión de sus dos fuentes, el río Jangjagun (Янгъягун ) y el río Njučavotyjacha (Нючавотыяха). Discurre en dirección norte, en un curso lleno de meandros a través de una zona llana de bosques bajos y amplias áreas pantanosas (alrededor del 60% del territorio) por la llanura de Siberia Occidental. Su cuenca está llena de lagos, cerca de 32.600, siendo el más importante el lago Pyakuto (35,2 km²).
Después de 542 kilómetros de recorrido (635 km, considerando la más larga de sus fuentes, el Jangjagun), se une con el Aivasedapur (178 km) en la ciudad de Tarko-Salé, dando lugar al río Pur. Su cuenca es de 31.400 km² y su caudal medio de 290 m³/s, pero con una gran variación estacional. La longitud del sistema fluvial Pyakupur-Pur es de 1.024 km.
Sus principales afluentes son, por la derecha, el río Vyngapur (Вынгапур), de 319 km de longitud y una cuenca de 8 710 km², y, por la izquierda, el río Purpe (Пурпе), con 327 km y 5 110 km². En la margen izquierda están las ciudades de Gubkin (Губкинский, con 23.098 hab. en 2009) y Purpe (Пурпе, con 9.100 hab. en 2009) y en la margen derecha se encuentra Tarko-Salé (Тарко-Сале, con 20.083 hab. en 2009). Es un río muy rico en peces.

## Hidrología
El río tiene un régimen hidrológico bastante simple, similar al de todos los demás ríos de la Siberia ártica: permanece helado, habitualmente, durante el largo período desde el final de octubre hasta finales de mayo - primeros de junio. Los periodos de sequía más pronunciada se dan a principios de primavera, y en tres o cuatro semanas después del deshielo tiene la avenida máxima, durante la cual el caudal en la boca puede ser casi 10 veces el caudal medio.